# Mobius Motors
Pour les articles homonymes, voir Mobius.
Mobius Motors Kenya Ltd est une startup kényane d'automobile fondée en 2010 pour fabriquer des véhicules pour le marché africain. Incorporée au Royaume-Uni en 2010 et enregistrée au Kenya en 2011, Mobius Motors est le seul constructeur automobile au Kenya et l'un des deux constructeurs automobiles de la région de l'Afrique de l'Est avec l'Ougandais Kiira Motors.
Le nom vient du Ruban de Möbius, décrite pour la première fois par le mathématicien allemand August Ferdinand Möbius en 1858. L'entreprise fabrique des SUV (Sport utility vehicle) capables de rouler sur les routes et terrains accidentés que l'on trouve dans de nombreuses parties de l'infrastructure régionale.

## Personnes clés
Joel Jackson est le fondateur et PDG de Mobius Motors. Avant de fonder Mobius, M. Jackson a travaillé sur la stratégie commerciale avec une entreprise sociale de micro-foresterie réputée dans les régions rurales du Kenya. Il a également travaillé en tant que consultant en gestion, conseillant les meilleures entreprises Fortune 500 en Europe et en Amérique du Nord. Il est le récipiendaire de la bourse TED et de la bourse Echoing Green et diplômé de l'Imperial College avec un diplôme de première classe en informatique.

## Histoire

### 2009-2011
Lors d'une visite au Kenya, Joel Jackson a reconnu la nécessité d'un véhicule robuste et abordable pour améliorer les transports à travers le pays, en particulier dans les zones ruraux. Il a formé une petite équipe qui a passé dix mois en recherche et développement pour produire le Mobius I, le premier prototype de Mobius Motors. Le Mobius I a fourni un apprentissage précieux, façonnant l'approche de Jackson en matière de conception simplifiée et d'utilisation intelligente des composants prêts à l'emploi pour maintenir les coûts de développement à un faible niveau.
Initialement, la société opérait à partir d'un petit hangar à Kilifi sur la côte kenyane. La société a d'abord déménagé à Mombasa, puis à Nairobi, où le siège social et la salle d'exposition de l'entreprise sont situés au Sameer Business Park, près de la route Mombasa. Avant d'acquérir un financement externe en 2012, Joel Jackson a amorcé les opérations de l'entreprise.

### 2011–2016
La première ronde de financement a permis à Mobius Motors de démarrer la conception et le développement de son deuxième prototype et de ce qui allait devenir son premier modèle de production. Le modèle amélioré s'appelait Mobius II et présentait une meilleure conception et une meilleure ingénierie que son prédécesseur.
En 2014, la première production de Mobius II a été accueillie chaleureusement sur le marché, malgré les inquiétudes concernant le report des dates de sortie par l'entreprise. Le Mobius II a utilisé un design minimaliste, s'en tenant aux fonctionnalités de base et dépourvu des fonctionnalités de base des voitures modernes telles que la direction assistée, les poignées de porte, la navigation GPS et les vitres en verre.
Même dans ce cas, les 50 véhicules produits par Mobius Motors en partenariat avec Kenya Vehicle Manufacturers s'étaient vendus en juin 2016,.

### 2016-présent
Après la production initiale des 50 premiers véhicules Mobius II, la société a arrêté sa production et a commencé à développer le véhicule suivant. Le nouveau Mobius II devrait sortir en 2019 avec un potentiel de production accru de plusieurs milliers de véhicules par an.
Début 2018, Mobius Motors a clos son financement par actions de série A et a levé un financement supplémentaire de 500 millions de Ksh auprès de la Overseas Private Investment Corporation (OPIC) des États-Unis. Cet investissement a permis à l'entreprise de créer une nouvelle usine dans la zone industrielle de Nairobi près de Mombasa Road. La nouvelle usine Mobius sera la seule en Afrique de l'Est à effectuer l'assemblage complet de véhicules de tourisme avec des capacités de fabrication, d'atelier de carrosserie, d'atelier de peinture, d'assemblage général et de test en ligne finale. La nouvelle Mobius II sera la première voiture à être produite dans la nouvelle usine.
La production complète commencera dès que des capitaux supplémentaires seront levés.
La société a été mise en liquidation le 6 août 2024

### Mobius Motors dans les médias et le monde universitaire
Les médias internationaux comme Forbes, Venture Beat, Fast Company, Wired, et Reuters, ont loué l'effort de Joel Jackson pour créer une voiture pour le marché africain. Joel Jackson a également participé à des événements TED Talk pour discuter de la vision de Mobius Motors pour dynamiser l'entrepreneuriat au Kenya, en Afrique de l'Est et sur le continent africain. La Stanford Business School a rédigé une analyse de rentabilisation sur Mobius Motors en 2012, soulignant l'engagement de l'entreprise à construire une voiture africaine abordable et suffisamment durable pour les besoins locaux.